# Yehana
Kim Ye-won (hangul: 김예원; hanja: 金譽媛; rr: Gim Ye-won; MR: Kim Ye-wǒn; Goyang, 22 de fevereiro de 1999), mais conhecida na carreira musical por seu nome artístico Yehana (hangul: 예하나; hanja: 叶哈娜; rr: Yehana), é uma cantora, compositora e dançarina sul-coreana. Realizou sua estreia no cenário musical em 2017 no grupo feminino Pristin.

## Biografia
Yehana nasceu sob o nome Kim Ye-won em 22 de fevereiro de 1999 em Goyang, Gyeonggi na Coreia do Sul. Ela frequentou a School of Performing Arts Seoul, onde se formou em fevereiro de 2017.

## Carreira

### 2016–2017: Início da carreira, Pledis Girlz e Pristin
Yehana treinou por cerca de três anos sob o selo da Pledis Entertainment. Ela apreceu no videoclipe "My Copycat", lançado pelo grupo Orange Caramel em agosto de 2014. Ela também serviu como dançarina de apoio para o grupo Seventeen, em um de seus concertos.
Em janeiro de 2016, Yehana foi revelada como integrante do grupo feminino Pristin. De 14 de maio a 10 de setembro do mesmo ano, o grupo realizou vários concertos para se promover antes de sua estreia. O grupo lançou o single digital de pré-estreia, "We", em 27 de junho.
Em 6 de janeiro de 2017, o Pledis Girlz realizou seu último concerto, intitulado Bye & Hi, anunciando seu nome oficial, "Pristin", uma junção de "prismático" (brilhante e claro) e "elastina" (força impecável). Em 2 de março, a Pledis Entertainment anunciou a estreia oficial de Pristin através de uma imagem promocional. Em 27 de março, o grupo realizou sua estreia oficial, lançando seu extended play, Hi! Pristin, e seu single, "Wee Woo".

### 2019: Fim de Pristin
Em 24 de maio de 2019, foi oficialmente anunciado o fim do Pristin, grupo que Yehana fez parte por mais de 2 anos.

## Discografia

### Regravações
| Título               | Ano  | Artista |
| -------------------- | ---- | ------- |
| "Chandelier"         | 2016 | Sia     |
| "When We Were Young" | 2016 | Adele   |

## Composições
| Ano  | Canção        | Artista | Álbum       | Letra     | Letra                                          | Música    | Música |
| Ano  | Canção        | Artista | Álbum       | Creditada | Com                                            | Creditada | Com    |
| ---- | ------------- | ------- | ----------- | --------- | ---------------------------------------------- | --------- | ------ |
| 2017 | "Be The Star" | Pristin | Hi! Pristin | Sim       | Lee Ki-yong, Maja Keuc, Jo Min-kyung e Nayoung | Não       | —      |

## Videografia

### Videoclipes
| Aparições                    | Aparições | Aparições      |
| Canção                       | Ano       | Artista        |
| ---------------------------- | --------- | -------------- |
| "My Copycat (나처럼 해봐요)" | 2014      | Orange Caramel |